# مورتي سميث
مورتي سميث (بالإنجليزية: Morty Smith) هو أحد الشخصيات الرئيسية في مسلسل الرسوم المتحركة الأمريكي ريك ومورتي. تم إنشاء مورتي بواسطة جاستن رويلاند ودان هارمون, وهو طفل قلق يبلغ من العمر 14 عامًا استنادًا إلى فيلم مورتي ماكفلاي من العودة إلى المستقبل. اشتهرت الشخصية المحرجة والقلق وتدني احترام الذات والتخمين الثاني والشكوك في شخصيته, وقد تم استقبال هذه الشخصية بشكل جيد. إنه الحفيد حسن النية والتأثر بالعالم المدمن على الكحول ريك سانشيز, ويمكن التلاعب به بسهولة إلى حد ما.
يشير إليه آخرون أحيانًا باسم مورتي سميث C-137 في إشارة إلى التسمية التي منحها لجده مجلس ريكس العابر للأبعاد, في إشارة إلى كونه الأصلي "C-137" ؛ ما إذا كان هذا هو تعيين الكون الفعلي له غير معروف. الكتاب الأول من سلسلة ريك ومورتي الكوميدية (التي تضم أول مجلدين من السلسلة) يتبع ريك ومورتي من البعد C-132 بينما تتبع معظم إصدارات الأقساط اللاحقة ريك ومورتي في "C-137" ؛ تتبع لعبة الفيديو Pocket Mortys لعبة ريك ومورتي من C-123.

## سيرة الشخصية
مورتي يبلغ من العمر 14 عامًا وهو طالب في مدرسة هاري هيربسون الثانوية مع أخته الكبرى سمر. يبدو أن مورتي يعاني من القلق ويسهل الضغط عليه, إلى حد كبير نتيجة لتجارب مؤلمة خلال مغامراته مع ريك. غالبًا ما يرفضه ريك والآخرون باعتباره غبيًا ، لكن يظهر أنه أكثر حكمة من جده من حيث فهم مشاعر الناس, وقادر على إثارة الغضب الشديد والغضب الأخلاقي اعتراضاً على تصرفات ريك وأفعاله.

## التطوير
تم إنشاء الشخصية بواسطة جاستن رويلاند ودان هارمون, اللذين التقيا لأول مرة في القناة 101 في أوائل العقد الأول من القرن الحادي والعشرين. في عام 2006 ، ابتكر رويلاند The Real Animated Adventures of Doc and Mharti, وهو فيلم رسوم متحركة قصير يسخر من شخصيات العودة إلى المستقبل دوك براون و مورتي ماكفلاي, ومقدمة لريك ومورتي. تم طرح فكرة ريك ومورتي ، في شكل دوك و مهارتي ، إلى أدلت سويم, وتم تطوير الأفكار الخاصة بعنصر الأسرة وريك كونه جدًا لمورتي.

## الاستقبال
تلقت الشخصية استقبالاً إيجابياُ. وصف VerbStomp مورتي بأنه "ربما صورة براءة الطفولة, أو ربما نتاج إهمال الوالدين. مورتي غير ذكي ، متقلب ومكتئب, على الأرجح بسبب تجاربه المؤلمة أثناء مغامرته في عوالم جديدة مع ريك.